# 曙光1号
曙光1号（しょこういちごう, 中国語: 曙光一号, 英語: Shuguang-1）は中華人民共和国が1960年代後半から1970年代初頭にかけて計画していた有人宇宙船。1973年の打上げを予定していたが、政治的、財政的理由から1972年5月13日に計画は中止された。この計画は714計画（中国語: 七一四工程, 英語: Project 714）として知られている。

## 初期の開発
1960年代に中国の宇宙開発が発展していくにつれ、有人宇宙船の様々な案が生み出された。1966年動物を載せたロケットの弾道飛行が行われ、計画が本格化していった。しかし、それからまもなく計画に携わっていた主導的な科学者達が文化大革命中に糾弾され、計画は行き詰った。

## 計画

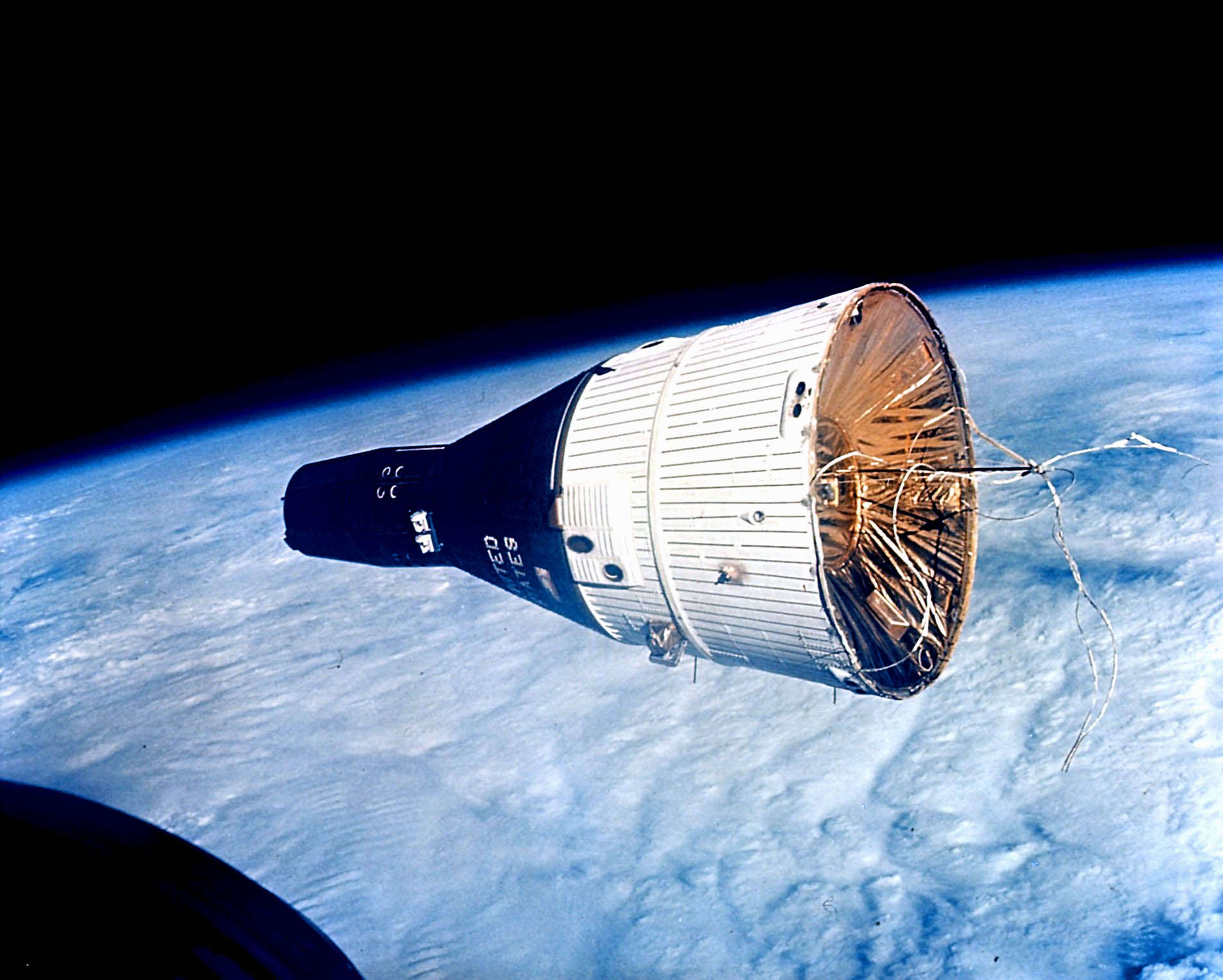
1965年のジェミニ7号。曙光1号はジェミニ宇宙船と相似な部分が多かった

冷戦時におけるソビエト連邦とアメリカ合衆国の月を目指した宇宙開発競争が頂点に差し掛かっていたとき、中国の首脳陣はニキータ・フルシチョフの修正主義とイデオロギー的に対立しており、月及び宇宙空間を米ソという2大超大国だけのものにする訳にはいかないと考えた。
そして1967年7月14日、毛沢東と周恩来は中国独自の有人宇宙計画を始めることを決定した。中国初の有人宇宙船は1968年1月に曙光1号と名づけられ、宇宙医学研究を行う航天医学工程研究所が1968年4月1日に設立された。中央軍事委員会は中国人民解放軍空軍のパイロットの中から宇宙飛行士の選抜を開始する命令を出した。選考基準は身長が1.59mから1.74m、年齢が24歳から38歳、体重が55kgから70kg、総飛行時間が300時間以上、だった。1969年末には適正審査を通過した1918名の中から215名の候補者が選出された。次の審査は飛行技術および心理学的、生理学的、総合的な診断基準に基づいて行われ、88名の候補者が残った。パイロットの政治的思想も選考要素だったという。1971年3月15日に審査が終了し、19名が宇宙飛行士に選ばれた。1971年4月の会議で宇宙船はアメリカの2人乗りジェミニ宇宙船の設計に倣うことが決定され、その後この計画は714計画とみなされた。1971年11月に宇宙飛行士たちは訓練を開始し、初のミッションは1973年を予定していた。曙光1号は長征2号Aロケットによって打ち上げられる予定だった。

### 曙光1号の設計
曙光1号はジェミニ宇宙船にきわめて似ていたが、最大ペイロードが3200kgの長征2号Aロケットによって打ち上げられるため、ジェミニより軽く、小さかった。乗員2人は射出座席（アボート時に使用）や装置がはめ込まれた与圧部に乗り込み、船体後部はエンジン、燃料タンク、その他のハードウェアが搭載される設計になっていた。帰還時には与圧部が船体後部と分離した後大気圏再突入し、パラシュートによって海上に着水する（スプラッシュ・ダウン）。

### 計画中止
計画が内密であったこと、および中国政府内における計画の優先度が低かったことから、714計画の資金は乏しかった。計画に対し十分な資金を割り当てるよう要求されたとき、毛沢東は国家はまず第一に地上の責務を解決せねばならないと言明した。資金不足のため宇宙飛行士らは計画から離れ、軍の部隊へ送り戻された。そして計画は公式に中止となった。1970年代末から1980年代の間、中国有人飛行計画は続いていると公式発表されたが、計画は全く進展しておらず、これらはプロパガンダに過ぎなかった。

### 新しい宇宙センター
714計画をサポートするため、四川省の西昌市に新しい宇宙センターを建設することが決まった（西昌衛星発射センター）。西昌はソ連との国境からも遠く、安全だと判断された。曙光1号はこの宇宙センターの第1発射台から打ち上げられることが予定された。計画終了の結果、この発射台は完成することがなかった。現在はその場所に役人用の展望台が建てられている。

## 遺産
有人船の開発は頓挫したものの、1979年に大気圏再突入機回収のための遠望型衛星追跡艦が就役した。返回式衛星、EVA用曙光宇宙服、宇宙食、トラッキング・ステーション、レーダー、宇宙飛行士選抜プロセスおよび訓練、その他関連施設などが開発された。これらの施設、経験は30年後の神舟宇宙船成功の要因となった。